# Hexatoma fuliginosa
Hexatoma fuliginosa är en tvåvingeart som först beskrevs av Osten Sacken 1860.  Hexatoma fuliginosa ingår i släktet Hexatoma och familjen småharkrankar. Inga underarter finns listade i Catalogue of Life.